# یاشیونای
یاشیونای (به لاتین: Jašiūnai) یک منطقهٔ مسکونی در لیتوانی است که در شهرستان ویلنیوس واقع شده‌است.

## خصوصیات
یاشیونای ۱٬۸۷۹ نفر جمعیت دارد.

## خواهرخوانده
شهر Bobolice خواهرخواندهٔ یاشیونای هست.